# Фюрт
 Тази статия е за града в Германия.  За окръга вижте Фюрт (окръг).  
Фюрт (на немски: Fürth) е град във федерална провинция Бавария, в Югоизточна Германия.
Площта на Фюрт е 63,35 км², населението към 31 декември 2010 г. – 114 628 жители, а гъстотата на населението – 1809 д/км².
Разположен е на 295 метра надморска височина във Франконската койпер-лиасова равнина. Телефонният му код е 0911, а пощенските 90701 – 90768. Намира се в близост до град Нюрнберг, а вече се слива с по-големия град в обща агломерация.

## История
Градът навърши хиляда години като самостоятелен център на 1 ноември 2007 г. За първи път името Фюрт като селище се споменава в документ от XI век (1 ноември 1007), в който се посочва дарението на император Хайнрих II за новосформираното епископство Бамберг. През средните векове градът не е пример за неудържим растеж, главно поради липсата на права на пазарен център за сметка на Нюрнберг. През 1600 г. по време на преброяване в Бавария броят на жителите на Фюрт е едва около 2000.
През 1835 г. между Нюрнберг и Фюрт се строи първата линия от най-старата немска железница – баварската Лудвигсбан.
През Студената война близо до Фюрт се разполага база на НАТО поради близостта с държави-членове на Варшавския договор – Чехословакия и ГДР.

## Спорт
Представителният футболен отбор на града се казва Гройтер Фюрт. Дългогодишен участник е в германската Втора Бундеслига. Градът е познат и с бейзболния си отбор.